# Budynek Prewencji Policji w Bydgoszczy

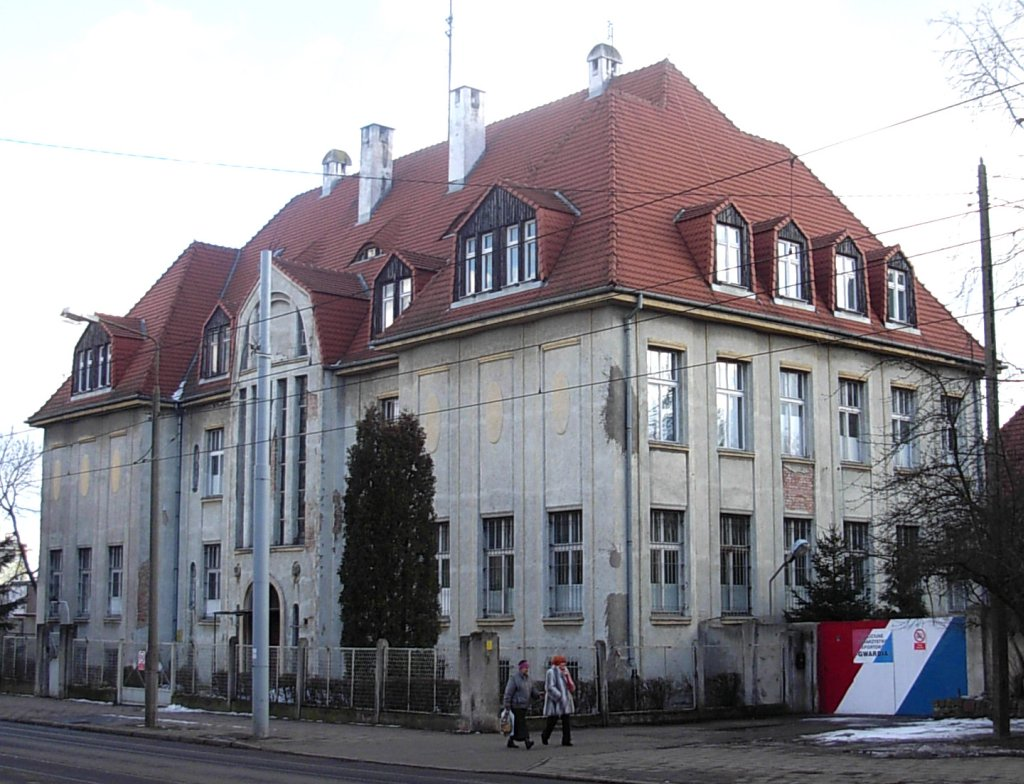
Widok od ul. Chodkiewicza

Budynek Prewencji Policji w Bydgoszczy – zabytkowy budynek administracyjny w Bydgoszczy, sierociniec, później Internat Kresowy, obecnie w gestii policji.

## Położenie
Budynek znajduje się w południowej pierzei ul. Karola Chodkiewicza (nr 32), na odcinku między ulicami: Ogińskiego i Poniatowskiego, na osiedlu Bielawy. Teren ten znajduje się na wschodnim obrzeżu Śródmieścia Bydgoszczy.

## Historia

### Okres pruski
Budynek został wzniesiony w 1914 roku z przeznaczeniem na dom sierot. Był to drugi dom tego typu w Bydgoszczy (po wzniesionym w 1907 roku domu sierot Heinricha Dietza) i szósty na terenie ówczesnych Niemiec.
Teren pod jego budowę przekazały bezpłatnie w 1910 roku władze pruskie. Znajdował się on poza ówczesnymi granicami administracyjnymi miasta, na terenie podmiejskiej gminy Bielawy (niem. Bleichfelde). Do lat 30. XX w., kiedy zbudowano Publiczną Szkołę Powszechną im. Ewarysta Estkowskiego (1933, ul. J. Poniatowskiego 8) i niemieckie Gimnazjum Koedukacyjne im. Albrechta Dürera (1935–1938, UKW, ul. Chodkiewicza 30), w najbliższym otoczeniu brakowało budynków użyteczności publicznej.
Projekt budynku powstał w 1912 roku w pracowni Alberta Schütze w Magdeburgu. Realizację zamierzano przeprowadzić równolegle w Bydgoszczy i Poznaniu. Inicjatorem budowy był bydgoski Oddział Towarzystwa Dobroczynności dla Opieki nad Sierotami zrzeszony w Stowarzyszeniu Sierocińców przy Związku Niemieckich Szkół Szermierskich w Marchii Wschodniej. Protektorem przedsięwzięcia był nadprezydent Poznania Wilhelm Hans August von Waldow Reitzenstein.
Środki finansowe na realizację zamierzenia były państwowe. W czasie budowy zastosowano odstępstwa od projektu, m.in. zrezygnowano z dekoracyjnych lukarn, wieży umieszczonej na osi dachu oraz reliefowych sylwet aniołów w medalionach.
Uroczyste otwarcie Domu dla Sierot (niem. Sechstes Reichs-Waisenhaus) nastąpiło 14 czerwca 1914 roku. Przewidziany został do zamieszkania przez 17 dziewcząt i 33 chłopców. Było w nim również mieszkanie dla rodziny opiekuńczej. Dla potrzeb wychowanków wzniesiona została, przylegająca do budynku, duża sala gimnastyczna. Pomieszczenia gospodarcze przewidziano w odrębnym budynku. Do domu należał też duży (ok. 1 ha) ogród warzywny oraz sad, zapewniający zaopatrzenie w warzywa i owoce. Aby dzieci nie czuły się izolowane od społeczeństwa, stworzono im możliwość uczęszczania do szkoły powszechnej na terenie miasta. Po jej ukończeniu uczyły się zawodu w warsztatach rzemieślniczych.
Niemiecki dom sierot funkcjonował zaledwie 6 lat, do 1920 roku. Pierwszym dyrektorem i zarazem przełożonym sierocińca był Rudolf Seehafer. Na parterze znajdowały się dwie duże sale: jadalnia i pracownia, a oprócz tego – pokoje biurowe i techniczne, gościnne oraz umywalnie. W piwnicy umieszczono kuchnię, magazyny i sale natryskowe, zaś na I piętrze – pokoje sypialne, sale chorych, mieszkania dla przełożonych sierocińca oraz toalety i umywalnie. Na poddaszu budynku mieścił się kompleks pomieszczeń o charakterze usługowym (pralnia, warsztaty, suszarnia).

### Okres międzywojenny
Po powrocie Bydgoszczy do odrodzonego państwa polskiego w styczniu 1920 roku, ulica przy której wybudowano obiekt, nazwana została Senatorską, zaś w latach 30. zmieniono jej nazwę na ul. Bronisława Pierackiego. Dom został przejęty przez gminę Bydgoszcz. Początkowo mieścił się tu Państwowy Dom Sierot, zaś od 1923 roku Instytut Kresowców Wschodnich (zwany również Internatem Kresowym), prowadzący sierociniec dla dzieci z byłych ziem Rzeczypospolitej. Stanowił on przytułek dla chłopców – sierot po rodzicach, zamordowanych przez władze bolszewickie na kresach wschodnich.
W 1936 roku nieruchomość przeszła do dyspozycji Zarządu Miejskiego, który przeznaczył ją na cele szkolne. Od lipca 1937 roku w obiekcie organizowano ekspozycje i wystawy Muzeum Miejskiego.
Dawna sala gimnastyczna w latach 20. XX w. zamieniona została na kaplicę o charakterze publicznym. Gdy erygowano 1 maja 1924 roku parafię św. Wincentego a Paulo na Bielawkach, która nie posiadała własnych budynków kościelnych, życie parafialne, do czasu rozpoczęcia budowy bazyliki, skupiało się przy tej właśnie kaplicy.

### Okres okupacji hitlerowskiej
Podczas II wojny światowej budynek był początkowo wykorzystywany do przetrzymywania polskich więźniów zatrzymanych przez gestapo, a następnie urządzono tam niemiecki szpital wojskowy. W tym okresie ulice Chodkiewicza i Bronisława Pierackiego potraktowano jako całość, nazywając je Albrecht Dürer Strasse.

### Okres powojenny
Po II wojnie światowej połączonym ulicom nadano nazwę im. Karola Chodkiewicza. W 1945 roku budynek przez kilka miesięcy zajęty był przez wojska radzieckie, znajdował się tam wówczas obóz przejściowy dla jeńców niemieckich. Po 1946 roku przeprowadzono większy remont wnętrz, w trakcie którego zmianie uległo rozplanowanie dużych sal na poszczególnych kondygnacjach. Salę gimnastyczną podzielono na trzy odrębne pomieszczenia.
Po remoncie gmach zajmowała Służba Bezpieczeństwa, a od 1956 roku Komenda Wojewódzka Milicji Obywatelskiej (w latach 70. XX w. przeprowadzona do nowo wzniesionego budynku przy ul. Powstańców Wlkp). Od 1980 roku w budynku przebywały formacje ZOMO, wówczas też przeprowadzono kolejny remont wnętrz, nie naruszając jednak pierwotnej konstrukcji budynku.
Kaplica w dawnej sali gimnastycznej czynna była jeszcze w 1945 roku, a następnie urządzono w niej ogólnodostępne kino „Gwardia”, które istniało aż do lat 60. XX w. W latach 1960–1970 do dawnej sali gimnastycznej dobudowano kilka budynków, które zmieniły wygląd całego założenia architektonicznego.
Przez wiele lat w budynku mieścił się bydgoski Oddział Prewencji Komendy Wojewódzkiej Policji. Po wybudowaniu w sąsiedztwie nowej siedziby jednostki z siłownią, strzelnicą, częścią hotelową i innymi pomieszczeniami niezbędnymi do przeprowadzania szkoleń, budynek dawnego sierocińca opustoszał. Cały teren dawnego ogrodu zabudowany zresztą został w okresie powojennym budynkami użytkowanymi przez policję.
W sierpniu 2018 policja podpisała umowę na gruntowny remont budynku według projektu gdańskiej pracowni TBiArchitekci, w ramach którego przeprowadzono termomodernizację budynku, wymianę instalacji elektrycznej i c.o., remont elewacji, usunięcie z niej siatek ochronnych, wymianę stolarki okiennej drzwiowej oraz restaurację witraży, a także uporządkowanie terenu wokół budynku. Finansowanie remontu, którego koszt wyniósł 21 mln zł, zapewniła umowa podpisana w 2017, dzięki której pozyskano środki z Programu Modernizacji Policji na lata 2017-2020. Wnętrze budynku zostało dostosowane do potrzeb Komendy Miejskiej Policji w Bydgoszczy jako biura i siedziba centrum dowodzenia dla służb dyżurnych policji. Remont budynku zgodnie z umową został zrealizowany w terminie do grudnia 2020.

## Architektura

### Wygląd zewnętrzny
Budynek jest założony na planie prostokąta z bocznymi ryzalitami umieszczonymi symetrycznie od strony północnej i południowej. Na osi fasady znajduje się ryzalit środkowy zamknięty ścianą o linii łuku odcinkowego. Do ryzalitu południowo-zachodniego przylega skrzydło połączone z wyodrębnionym budynkiem dawnej sali gimnastycznej.
Dwukondygnacyjny gmach posiada użytkowe poddasze, jest w całości podpiwniczony. Zwartą bryłę budynku urozmaicają wysokie dachy o zróżnicowanej wysokości. Partia poddasza rozbudowana jest lukarnami i oknami w typie „powieki”. Skrzydło południowe jest niższe od budynku frontowego, kryte płaskim dachem, na którym pierwotnie mieścił się taras. 
Dawna sala gimnastyczna, obecnie obudowana jest z trzech stron późniejszymi przybudówkami, które całkowicie zasłoniły jej elewacje.
Elewacja frontowa budynku jest 9-osiowa, symetryczna, z przewagą linii wertykalnych, wyznaczona przez okna, lizeny i płyciny nadokienne. Portal zamknięty jest łukiem koszowym i zaakcentowany obramieniem z piaskowca. Zachowały się oryginalne drzwi główne, a nad nimi nadświetle, podzielone wertykalnie na cztery pola z witrażami. Powyżej portalu umiejscowione są płyciny z półplastycznymi popiersiami dzieci, po lewej - dziewczynki, po prawej – chłopca. Przypominają one, że mimo zmiany funkcji – budynek służył w przeszłości dzieciom.
Elewacje ryzalitów bocznych są trzyosiowe, z oknami i lizenami. W płycinach nadokiennych znajdują się zdobione medaliony.

### Wnętrza
Środkowa partia budynku posiada układ dwutraktowy, a dzielący ją długi korytarz umożliwia dostęp do wszystkich pomieszczeń. Duże sale w części wschodniej i zachodniej odpowiadają wyodrębnionym w bryle ryzalitom. Pośrodku znajduje się otwarta klatka schodowa, oświetlona podłużnymi oknami ryzalitu środkowego.